# Castellsches Amtshaus

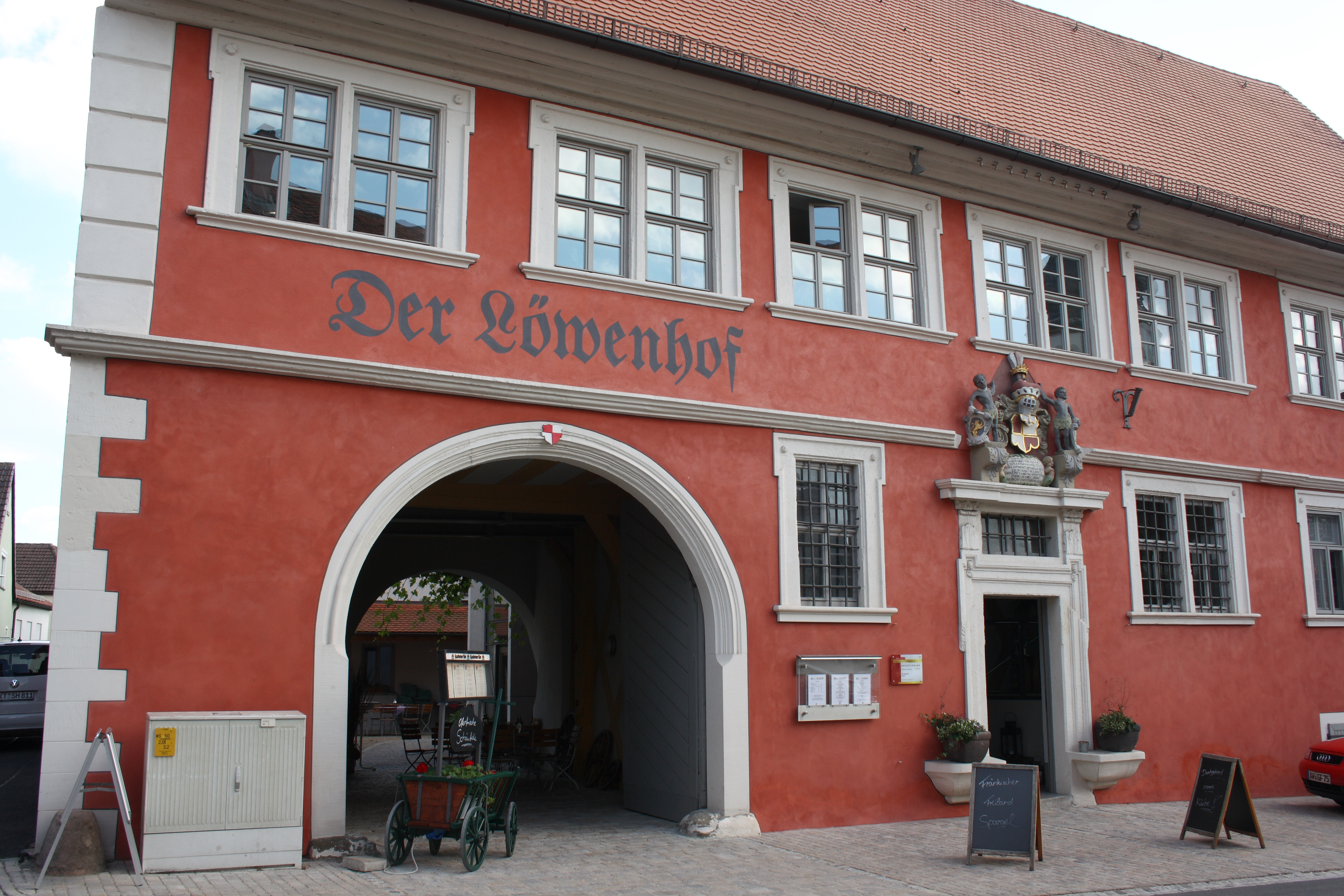
Restaurant der Löwenhof

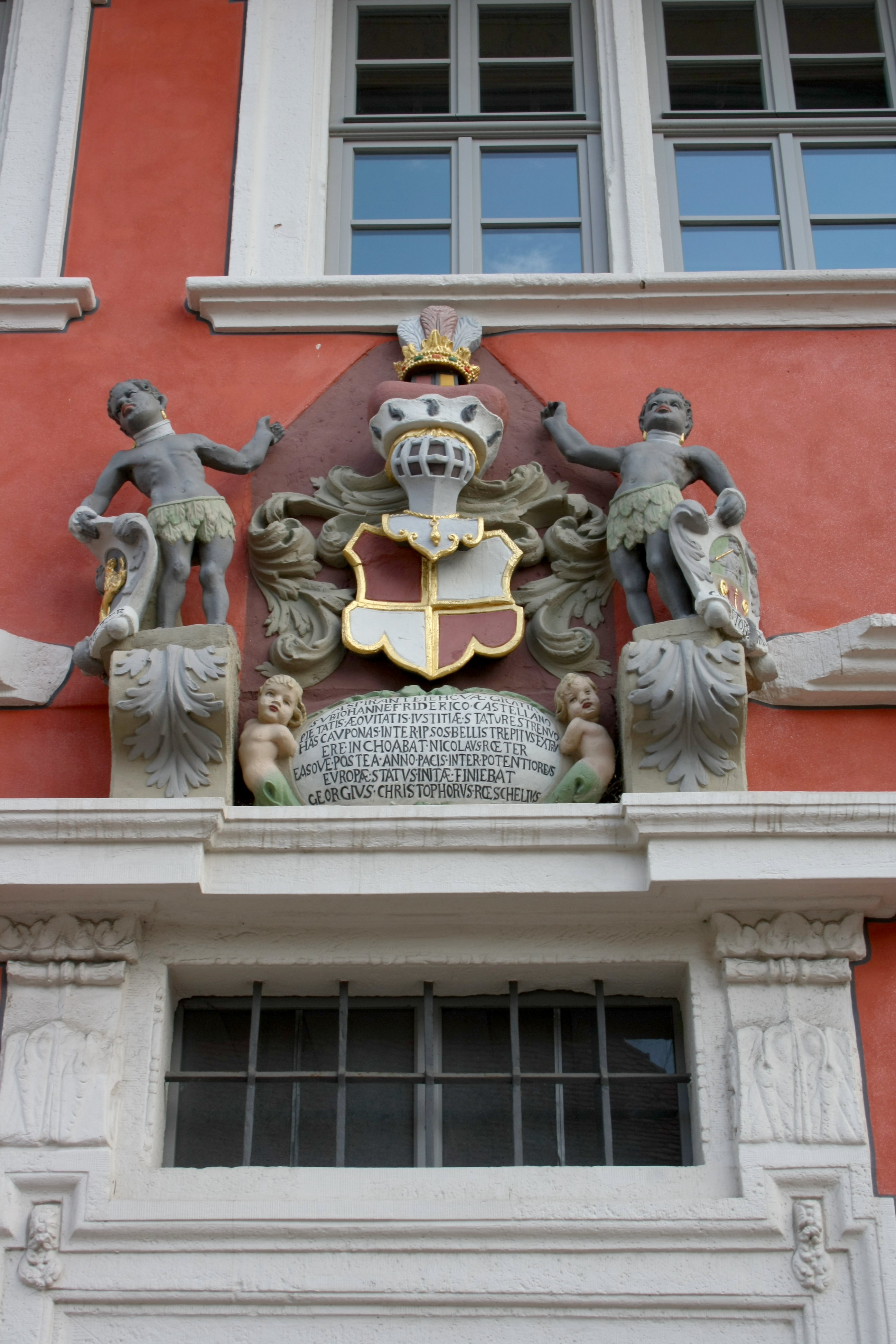
Wappen des Hauses Castell

Das ehemalige Castellsche Amtshaus in Rödelsee, einer Gemeinde im unterfränkischen Landkreis Kitzingen, wurde 1648 errichtet. Das Gebäude am Kirchenplatz 14 ist ein geschütztes Baudenkmal.
Das Amtshaus wurde 1648 im Stil der Renaissance erbaut. Das prächtige Portal mit dem Wappen des Hauses Castell und der Wirte Nikolaus Röder und Georg Christopherus Röschel entstand 1710 bei einem Umbau.

## Geschichte
Das Gebäude war bis im 19. Jahrhundert der Amtssitz der Grafen von Castell-Rüdenhausen. Noch heute sind die Grafenstube und die Knechtskammer erhalten. Seit 1880 befand sich das Haus in Familienbesitz der Wirtsfamilie. Die Gemeinde Rödelsee kaufte das Gebäude in den 2000er und renovierte es umfassend. 
Im Jahr 2004 wurde darin das Restaurant Der Löwenhof eröffnet.